# EML Kalev
Az EML Kalev az Észt Haditengerészet brit gyártmányú dízel-elektromos meghajtású aknarakó tengeralattjárója volt, melyet a brit Vickers-Armstrongs Ltd. gyártott. Építését 1935 májusában kezdték el. 1936-ban bocsátották vízre, majd 1940-ben szovjet fennhatóság alá került. A második világháború során három bevetést hajtott végre. Az utolsó bevetéséről 1941 őszén azonban nem tért vissza, valószínűleg aknára futott és elsüllyedt  a Finn-öbölben. Testvérhajója Lembit, amely napjainkban múzeumhajó Tallinnban.

## Története

### Az Észt Haditengerészet állományában
A független Észtország kormánya az ország védelmi képességeinek erősítésére 1934-ben rendelt meg két tengeralattjárót az angol Vickers-Armstrong vállalattól. A hajók megvásárlására Észtországban 1933 májusában nemzeti gyűjtés indult, melyet Tengeralattjáró-flotta Alapítvány koordinált. A két tengeralattjárót – amelyek a Kalev és Lembit nevet kapták – 1936. július 7-én bocsátották vízre. A hajók személyzetét 1935–1937 között Nagy-Britanniában képezték ki.
A Kalev és testvérhajója, a Lembit 1937-től Észtország 1940. júniusi szovjet megszállásáig szolgált az Észt Haditengerészet kötelékében és Tallinnban állomásozott. A két tengeralattjáró volt az észt flotta legmodernebb és legütőképesebb egysége. Eredeti feladatkörére, az aknatelepítésre soha sem használták.
1940. február 24-én Németország felajánlotta, hogy megvásárolja Észtországtól a tengeralattjárót, de ezt az észt kormány elutasította. Az Észtország elleni szovjet invázió idején a hajó nem vett részt katonai akcióban, mert politikai döntés eredményeként az észt haditengerészet nem tanúsíthatott ellenállást.

### A második világháború idején
Észtország szovjet megszállása során, 1940 augusztusában a hajó szovjet fennhatóság alá került. 1940. augusztus 19-én vonták fel a szovjet haditengerészet lobogóját. A hajót a szovjet Balti Flotta állományába sorolták be, de eredeti észt nevét megtartották. Az észt személyzetből három fő maradt a fedélzeten, akik segítettek a szovjet személyzet betanításában.

### Sorsa
Az Észt Tengerészeti Múzeum kutatócsoportja 2010 júniusában indított keresést a hajóroncs után. A roncsokat a feltételezett elsüllyedés helyén, a Juminda-fok környékén végezték. 2010. június 30-án a Juminda-foktól 5 mérföldre északra roncsokat talált a múzeum Mare nevű kutatóhajója. Az akkori híradások szerint 95%-os valószínűséggel a Kalev roncsait találták meg. Később azonban kiderült, hogy egy régi léghajó roncsaira bukkantak.